# Leptodontium paradoxum
Leptodontium paradoxum är en bladmossart som beskrevs av Stone och G. A. M. Scott 1981 [1982. Leptodontium paradoxum ingår i släktet groddmossor, och familjen Pottiaceae. Inga underarter finns listade i Catalogue of Life.